# William Seagrove
William Raymond Seagrove (né le 2 juillet 1898 à Londres et décédé le 25 juin 1980 à Seaford) est un athlète britannique spécialiste du demi-fond. Il concourait pour l'Université de Cambridge puis avec l'Achilles Club.

## Biographie

### Palmarès
| Date | Compétition           | Lieu   | Résultat | Épreuve            | Performance   |
| ---- | --------------------- | ------ | -------- | ------------------ | ------------- |
| 1920 | Jeux olympiques d'été | Anvers | 6e       | 5 000 mètres       | 15 min 21 s 0 |
| 1920 | Jeux olympiques d'été | Anvers | 2e       | 3 000 m par équipe | 20 pts        |
| 1924 | Jeux olympiques d'été | Paris  | 2e       | 3 000 m par équipe | 14 pts        |

### Records
| Épreuve      | Performance   | Lieu   | Date |
| ------------ | ------------- | ------ | ---- |
| 3 000 mètres | 9 min 00 s 0  | Anvers | 1920 |
| 5 000 mètres | 15 min 21 s 0 | Anvers | 1920 |